# 腓特烈斯加伯科格
腓特烈斯加伯科格是德国石勒苏益格－荷尔斯泰因州的一个市镇。总面积8.62平方公里，总人口54人，其中男性22人，女性32人（2011年12月31日），人口密度6人/平方公里。